# Карвер, Мэри
Мэ́ри Ка́рвер (англ. Mary Carver; 3 мая 1924, Лос-Анджелес, Калифорния — 18 октября 2013, Вудленд-Хиллз, Калифорния) — американская актриса театра, кино и телевидения. Её карьера продолжалась более 50 лет; наиболее она запомнилась зрителю исполнением роли матриарха Сесилии Саймон в сериале «Саймон и Саймон» (153 эпизода за восемь лет). Многие источники говорят о «более чем 60-летней карьере», так как после 11-летнего перерыва (с 2002 года) Карвер снялась в малоизвестном короткометражном фильме «Подальше от пляжа».

## Биография
Мэри Карвеллас (настоящее имя актрисы) родилась 3 мая 1924 года в Лос-Анджелесе (штат Калифорния, США). Отца звали Джон, мать — Кармен (до брака носила фамилию Делмар). Мэри окончила Голливудскую старшую школу, а затем — Колледж города Лос-Анджелес.
В 1951 году Карвер впервые появилась на бродвейских подмостках: постановка «К западу от Восьмой» (появилась всего в четырёх спектаклях за три дня). Что касается дальнейшей бродвейской карьеры актрисы, она была скромной: с марта по декабрь 1977 года она играла в пьесе The Shadow Box, а затем, с ноября 1980 по январь 1982 года — в постановке «Пятое июля».
Также с 1951 года Карвер начала сниматься в телесериалах и кинофильмах, её карьера продолжалась 51 год, за которые она появилась в 62 фильмах и сериалах (гораздо чаще появлялась в телесериалах, чем в кинофильмах, причём в последнем случае в основном в эпизодических ролях без указания в титрах).
С 1980-х годов Карвер стала преподавателем на театральном факультете Университета Южной Калифорнии, и в итоге получила здесь степень «академик».
Мэри Карвер скончалась 18 октября 2013 года в своём доме в районе Вудленд-Хиллз (Лос-Анджелес) от естественных причин (актрисе было 89 лет).

### Личная жизнь
В 1952 году Карвер вышла замуж за известного режиссёра и актёра Джозефа Сарджента (1925—2014), в ноябре 1968 года последовал развод, от брака остались две дочери, Афина и Лиа. Одна из них, Лиа (род. 1957), стала довольно известной актрисой озвучивания и дубляжа.

## Фильмография

### Широкий экран
- 1951 — Прощай, моя причуда[англ.] / Goodbye, My Fancy — Джоан Уинтнер (в титрах не указана)
- 1953 — Отныне и во веки веков / From Here to Eternity — Нэнси (в титрах не указана)
- 1956 — Больше чем жизнь / Bigger Than Life — продавщица (в титрах не указана)
- 1960 — Плати или умри[англ.] / Pay or Die — миссис Росси
- 1977 — Три женщины / 3 Women — медсестра (в титрах не указана)
- 1977 — Я никогда не обещал тебе розовый сад[англ.][9] / I Never Promised You a Rose Garden — Юджиния
- 1984 — Протокол / Protocol — миссис Дэвис
- 1987 — Бестселлер / Best Seller — мать Клива
- 1990 — Арахнофобия / Arachnophobia — Маргарет Холлинс
- 1995 — Безопасность / Safe — Нелл

### Телевидение
- 1951 — Театр «Люкс Видео»[англ.] / Lux Video Theatre — Малышка (в эпизоде The Shiny People)
- 1956—1963 — Дымок из ствола / Gunsmoke — разные роли (в 4 эпизодах[англ.])
- 1957 — Вертолёты[англ.] / Whirlybirds — Мэри Тейлор (в эпизоде Fury Canyon)
- 1959 — Чёрное Седло[англ.] / Black Saddle — Рут Доуз (в эпизоде Client: Dawes)
- 1959 — Шоу Донны Рид / The Donna Reed Show — мисс Роббинс (в эпизоде A Penny Earned)
- 1963 — Сумеречная зона / The Twilight Zone — Бетти О’Брайан (в эпизоде «Невероятный мир Горация Форда[англ.]»)
- 1963 — Три моих сына[англ.] / My Three Sons — мисс Уитмор (в эпизоде Dear Robbie[англ.])
- 1964 — Боб Хоуп представляет Театр Крайслера[англ.] / Bob Hope Presents the Chrysler Theatre — Мэй Феррис (в эпизоде The Sojourner)
- 1966 — Агенты А.Н.К.Л.[англ.] / The Man from U.N.C.L.E. — Джин Карисс (в эпизоде The Moonglow Affair[англ.])
- 1967 — Вирджинец[англ.] / The Virginian — Гарриет Болдуин (в эпизоде To Bear Witness[англ.])
- 1972 — Менникс[англ.] / Mannix — миссис Фредерикс (в эпизоде A Puzzle for One)
- 1974 — Макклауд[англ.] / McCloud — «Королева Мэри» (в эпизоде This Must Be the Alamo)
- 1976 — Мэри Хартман, Мэри Хартман[англ.] / Mary Hartman, Mary Hartman — миссис Стэндфаст (в 2 эпизодах)
- 1977 — Досье детектива Рокфорда / The Rockford Files — мисс Грейсон, секретарша в приёмной (в эпизоде Dirty Money, Black Light[англ.])
- 1978 — Семья / Family — библиотекарь (в эпизоде All for Love)
- 1978 — Лу Грант / Lou Grant — Эйлин МакКормик (в эпизоде Schools)
- 1978—1983 — Медэксперт Куинси[англ.] / Quincy, M.E. — разные роли (в 3 эпизодах)
- 1981—1989 — Саймон и Саймон[англ.] / Simon & Simon — Сесилия Саймон (в 153 эпизодах[англ.])
- 1986 — Сказки с тёмной стороны[англ.] / Tales from the Darkside — миссис Крейн (в эпизоде The Last Car[англ.])
- 1988 — Староста класса[англ.] / Head of the Class — миссис Миранда Расселл (в эпизоде We Love You, Mrs. Russell)
- 1989 — Дорогой Джон[англ.] / Dear John — мама (в эпизоде John's Blind Date[англ.])
- 1994 — Семейный альбом / Family Album — Луиза (в титрах не указана)
- 1995 — Ничто не вечно / Nothing Lasts Forever — Хейзел Кронин
- 2001 — Звёздный путь: Энтерпрайз / Star Trek: Enterprise — Надет (в эпизоде Terra Nova[10])
- 2002 — Защитник / The Guardian — миссис Стерн (в эпизоде Privilege[англ.])
- 2002 — Скорая помощь / ER — Матильда (в эпизоде Next of Kin)

### Озвучивание
- 1998 — Триган / トライガン — мама Бэдвика (в эпизоде Little Arcadia; дубляж; в титрах не указана)